# Verwaltungsgemeinschaft Bad Steben
Die Verwaltungsgemeinschaft Bad Steben im oberfränkischen Landkreis Hof wurde im Zuge der Gemeindegebietsreform am 1. Mai 1978 gegründet und zum 1. Januar 1980 bereits wieder aufgelöst.
Der Verwaltungsgemeinschaft hatten die Marktgemeinde Bad Steben und die Stadt Lichtenberg angehört.
Während sich Bad Steben seither als Einheitsgemeinde selbst verwaltet, bilden die Gemeinden Lichtenberg und Issigau die am 1. Januar 1980 gegründete Verwaltungsgemeinschaft Lichtenberg. Issigau gehörte vom 1. Mai 1978 bis 31. Dezember 1979 zur per 1. Januar 1980 aufgelösten Verwaltungsgemeinschaft Berg.